# Peter Artner
Peter Artner (Viena, Austria, 20 de mayo de 1966) es un exfutbolista austríaco. Jugó de defensa o centrocampista en la máxima categoría del fútbol austríaco y español. Fue 55 veces internacional absoluto con su selección y formó parte en el Mundial de Italia 1990.

## Trayectoria
Su primer club profesional fue el Austria de Viena donde su aparición coincidió con la retirada del mítico jugador del equipo Robert Sara. Tras no tener oportunidades en el Austria Viena y una cesión al First fue en el Admira Wacker donde gozó de mucha continuidad. Mientras tanto Artner se iba convirtiendo en un habitual en las alineaciones de la selección austríaca, lo que le valió para disputar la Copa Mundial de Fútbol de 1990 a las órdenes del seleccionador Josef Hickersberger. Posteriormente jugó tres temporadas en el Casino Salzburg donde logró dos Bundesligas y disputó la final de la Copa de la UEFA 1993-94 contra el Inter de Milán (Artner jugó tanto el partido de ida como el de vuelta, en ambos venció el Inter por un gol a cero). Tras el regreso del Hércules Club de Fútbol a Primera división, el club de Alicante fichó a Artner en una temporada que en el equipo coincidieron múltiples viejas glorias del fútbol europeo como Gaëtan Huard, Damiano Longhi, Peter Rufai, Predrag Stankovic, Sandro Mendes o Nemanja Miljanović.

## Clubes

### Como jugador
| Club               | País    | Año       |
| ------------------ | ------- | --------- |
| Austria Viena      | Austria | 1984-1986 |
| First Vienna F. C. | Austria | 1986-1987 |
| Admira Wacker      | Austria | 1987-1993 |
| SV Casino Salzburg | Austria | 1993-1996 |
| Hércules C. F.     | España  | 1996-1997 |
| U. S. Foggia       | Italia  | 1997      |
| VSE Skt Pölten     | Austria | 1998      |
| FCN Skt Pölten     | Austria | 1998-2000 |
| SKN St. Pölten     | Austria | 2001-2002 |

## Palmarés
- Copa de Austria (1):
  - 1986
- Bundesliga austríaca (2):
  - 1994, 1995
- Subcampeón de la Copa de la UEFA de 1993/94:
  - 1994

- Datos: Q695877